# Pertold Bohobud z Lipé
Pertold Bohobud z Lipé (1590 – 1643 Skalica) byl moravský šlechtic z rodu pánů z Lipé, majitel panství Moravský Krumlov. Podílel se na českém stavovském povstání jakožto člen moravského direktoria, vykonával také dědičný úřad nejvyššího zemského maršálka. Po porážce povstání byl v nepřítomnosti odsouzen a po zbytek života pak jakožto protestant žil v nábožensky svobodnějších Uhrách.

## Životopis

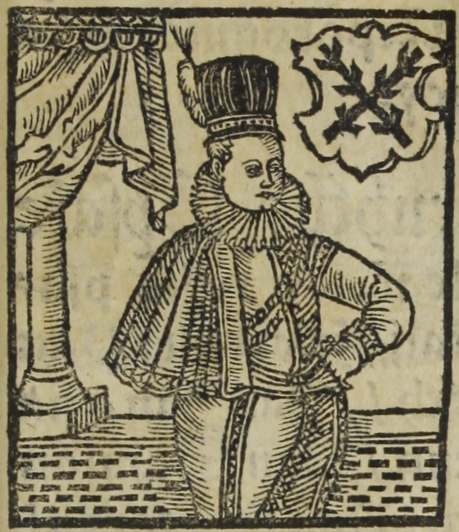
Petrold Bohobud z Lipé v dětském věku (B. Paprocký, Zrcadlo slavného Markrabství moravského, 1593)

### Mládí
Narodil se patrně zámku v Moravském Krumlově jako syn majitele zdejšího panství Jana z Lipé († 27. ledna 1598) a Markéty Rohozecké z Vartenberka. Rod byl protestantského vyznání. V roce 1598 převzal Pertold po otcově smrti rodové dědictví panství Moravský Krumlov. Jeho poručníkem byl určen vlivný moravský šlechtic Karel starší ze Žerotína, který mu zajistil kvalitní vzdělání. Roku 1606 pak dosáhl tehdy příjmané hranice plnoletosti.
Roku 1608 se spolu s dalšími členy moravské šlechty přiklonil na stranu Matyáše Habsburského ve sporu s jeho bratrem, českým králem a císařem Rudolfem II. Jako jeho přívrženec jej pak roku 1612 doprovázel na cestě ke korunovaci římským císařem do Frankfurtu nad Mohanem. Dědičně zastával úřad nejvyššího zemského maršálka.

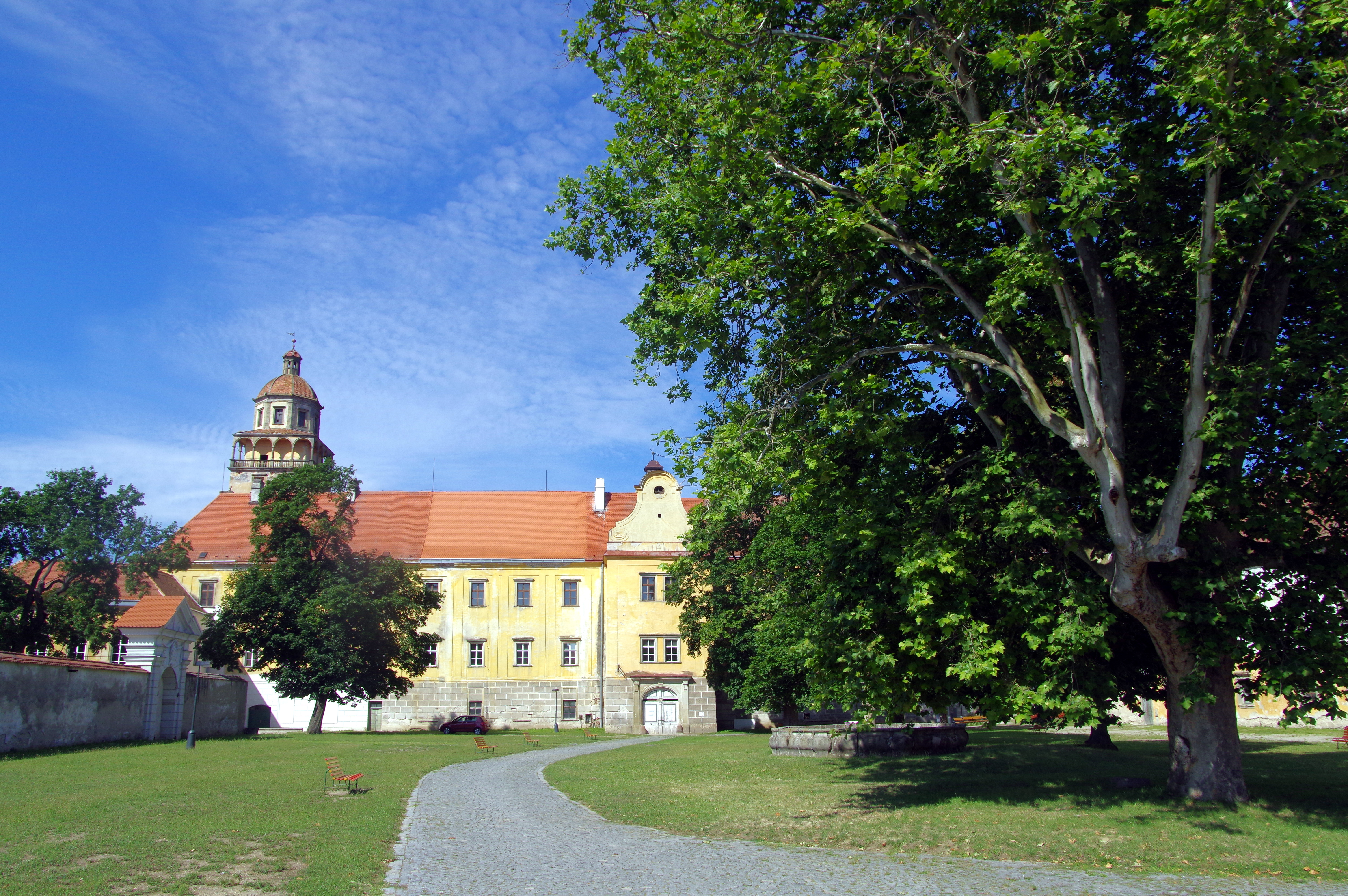
Zámek v Moravském Krumlově

Sídlil na zámku v Moravském Krumlově. Patřil k jedněm z nejbohatších moravských šlechticů, za jeho rozmařilého života upadlo panství do dluhů. Na zámku byly chovány desítky ušlechtilých koní i exotických zvířat. Byla tu krytá jízdárna a velká obora.

### Stavovské povstání
Aktivně se zapojil do moravské části stavovského povstání v letech 1618–1620, které odmítlo vládu císaře Ferdinanda II. a zvolilo nového krále, Fridricha Falckého. Pertold Bohobud byl zvolen do moravského direktoria, po jistou dobu také působil jako jeho předseda. Rovněž byl přítomen na Fridrichově korunovaci v srpnu 1619 v Praze a krále dokonce krátce hostil na svém zámku v Moravském Krumlově. Roku 1620 pak zastával úřad nejvyššího lovčího.
Po prohře českých a moravských stavů v bitvě na Bílé hoře uprchl do Slezska k vévodovi Lehnickému a Břežskému, kde se na jaře 1621 doslechl o zatčení a uvěznění řady osobností z řad moravského vedení povstání v pevnosti Špilberk v Brně. Spolu s dalšími devatenácti moravskými šlechtici, spolu mj. s Václavem Molem z Modřelic či Jiřím Bruntálským z Vrbna, byl označen jako jeden z hlavních strůjců povstání na Moravě s reálnou hrozbou trestu smrti, který byl vykonán u 27 českých šlechticů při popravě na Staroměstském náměstí. O obdobné popravě se pak uvažovalo také v Brně. Devatenácti obviněným byl během tribunálu 3. listopadu 1622 na Staré brněnské radnici trest zmírněn na doživotní vězení. Pertold Bohobud byl odsouzen v nepřítomnosti.
Rodinný majetek, krumlovské panství a další statky, pak v rámci následných pobělohorských konfiskací připadly roku 1623 do majetku majetného katolického šlechtice Gundakara z Lichtenštejna.
Pertold Bohobud následně žil v Uhrách, které zajišťovaly větší náboženskou svobodu. Posléze se usadil ve Skalici nedaleko moravských hranic, kde dožil v nuzných podmínkách. Zemřel zde roku 1643.

### Rodinný život
Jeho syny byli Adam Bohobud z Lipé a Čeněk VI. Hovora z Lipé. Čeňkovou smrtí roku 1680 rod pánu z Lipé po meči vymřel.